# مری یه جوریه
چیزی دربارهٔ مری (به انگلیسی: There's Something About Mary) فیلمی محصول سال ۱۹۹۸ و به کارگردانی برادران فارلی است. در این فیلم بازیگرانی همچون کامرون دیاز، مت دیلون، بن استیلر، لی ایوانز، کریس الیوت، جفری تامبر، مارکی پوست، کیث دیوید، دبلیو ارل براون، سارا سیلورمن، کندی الکساندر، ویلی گارسون، ریچارد تایسون، جاناتان ریچمن، لنی کلارک، هارلند ویلیامز، ریچارد جنکینز ایفای نقش کرده‌اند.

## خلاصه داستان
یک مرد فرصتی پیدا می‌کند تا دختر رؤیایی اش از دوران دبیرستان را ملاقات کند، گرچه این ملاقات دوباره آنطور که انتظارش را دارد خوب پیش نمی‌رود …

## بازیگران
- کامرون دیاز در نقش مری جنسن
- مت دیلون در نقش پت هیالی
- بن استایلر به در نقش استروهمان
- کریس الیوت در نقش دام «ووگی»
- لی اوانز در نقش کووین
- لین شایدر نقش مگدا
- جفری تامبور در نقش سلی
- مارکی پست در نقش شیلا جنسن، مادر ماری
- کیت دیوید در نقش، ناپدری مری
- دبلیو ارل براون در نقش وارن جنسن، برادر معلول ذهنی مری
- سارا سیلورمن در نقش برندا، طعنه آمیز بهترین دوست مری
- خندی اسکندر در نقش جوان خیابان
- ویلی گارسون در نقش دکتر زیت چهره
- هارلند ویلیامز در نقش دیووید
- ریچارد تایسون در نقش کارآگاه کرووی
- راب مورن در نقش کارآگاه استابلر
- جاناتان ریچمن در نقش استیوو
- استیو سوینی در نقش پلیس
- لنی کلارک در نقش آتش‌نشان
- ریچارد جنکینزدر نقش روان‌پزشک
- برت داورن در نقش خودش
- دانیل گرین